# ネストル (小惑星)
ネストル (659 Nestor) は木星の先行トロヤ群（ギリシア群）に位置する小惑星である。ハイデルベルクでマックス・ヴォルフによって発見された。
2006年6月30日に掩蔽が観測され、その継続時間9.52秒から、直径は少なくとも109kmあることが観測された。
ギリシア神話に登場するピュロスの王ネストールにちなんで命名された。